# JA Musik
Die JA Musik GmbH war eine Unternehmensgruppe, die Musikinstrumente produzierte. Ihr gehörten unter anderem die Marken Meinl Weston, Melton, Hans Hoyer, B&S, Scherzer und VMI. Diese Marken wurden von Buffet Crampon übernommen.

## Geschichte
Das Unternehmen hatte seinen Hauptsitz in Markneukirchen im Vogtland. 1991 brachte Gerhard A. Meinl die Wenzel Meinl GmbH in den TA Triumph-Adler AG Konzern ein und begann dort die IMM Musik Gruppe. Später wurde diese in TA Musik Gruppe umbenannt. Bald darauf wurde die ehemalige VEB Blechblas- und Signalinstrumentenfabrik (Herkunft der Abkürzung B&S) übernommen und in die Konzernmutter Vogtländischen Musikinstrumentenfabrik (VMI) integriert. Von 1994 bis 1995 wurden die SML Strasser-Marigaux Paris, die Marigaux SCS in La Couture-Boussey sowie die Antoine Courtois hinzugewonnen. Im Februar 2002 erweiterte sich die Gruppe um Sternberg Kft. (SHM) in Ungarn. 
1994 eröffnete die JA Musik ein Werk für Blechblasinstrumente. Den Produktionsnukleus der Gruppe bildet die VMI, die hauptsächlich serielle Step-up Instrumente fertigt und die Teileversorgung für die WMM und AC übernimmt. 
Im August 2001 wurde die TA Triumph-Adler AG die TA Musik an den Leiter der Gruppe, Gerhard A. Meinl übergeben. Daraufhin wurde die Unternehmensgruppe in JA Musik Gruppe umbenannt. Die Unternehmensgruppe war Weltmarktführer bei Tuben und Oboen.

## Tochterunternehmen
Die Wenzel Meinl GmbH ist ein Hersteller von Musikinstrumenten mit Sitz in Geretsried. Wenzel Meinl und Antoine Courtois produzieren Profiinstrumente. Marigaux S.C.S. produziert Oboen. Die SML Strasser-Marigaux S.A.S. ist Großhändler für Kleininstrumente in Frankreich und die Sternberg Kft. leistet im Auftrag der VMI Veredelungsarbeit für diese.
1810 gründete Johann Langhammer, Metallblasinstrumente und Mundharmonikas, ein Unternehmen das Musikinstrumente herstellte. In diese Familie heiratete die Familie Meinls ein. Während der beiden Weltkriege hatte Wenzel Meinl, der Vater von Anton Meinl, eine Großhandelsfirma in Klingenthal im Vogtland gegründet. 1947 wird die Wenzel Meinl GmbH gegründet. Das Unternehmen stellt heute Jagdmusikinstrumente und Blechblasinstrumente her.

## Die Marken

Logo von B&S
Logo von Scherzer